# Horváth György (festő)
Horváth György (Mezőtúr, 1969. július 11. –) festőművész.

## Életrajz
Túrkevén él. Gyerekkora óta tagja a Kevi Kör művészcsoportnak. Tanulmányait 1987-ben a Zebegényi Szőnyi István Szabadiskolában végezte. 1998-ban részt vett a Soros Alapítvány és a C3 Kulturális és a kommunikációs Központ által szervezett Introdution to Video and Computer Art programjában. 2003-ban a Corinthia Grand Hotel Royal festőpályázat III. díját nyerte el.
Az első időben rajzolással foglalkozott, majd különféle metszeteket készített (papír- és linó, hidegtű). Később kezdett megismerkedni a színekkel, pasztell képeket, majd olajfestményeket festett. Fokozatosan áttért a naturális alkotásokból a nonfiguratív stílushoz. szürreális, absztrakt és figurális dolgok keverednek a képein. Így próbálja bemutatni az általa megélt problémákat képi megoldásokkal.
Részt vett  több alkotótáborban, ahol megismerkedett különböző technikákkal, stílusokkal, amiket a későbbiekben felhasznál a képein. Az önálló kiállításokon kívül részt vesz csoportos tárlatokon is.

## Tagja
- Kevi Körnek,
- 1992-től a Fiatal Képzőművészek Stúdiója Egyesületének,
- 1999-től a Magyar Alkotóművészek Országos Egyesületének.

## Önálló kiállítások
- 2009 – Túrkeve, Művelődési Ház
- 2007 –  Martfű, Művelődési Központ,
- 2007 – Kisújszállás, Művelődési Ház,
- 2007 – Túrkeve, VIRTUS (Korda Sándor Filmszínház),
- 2005 –  Túrkeve, Finta Múzeum,
- 2005 – Kisújszállás, Papi Lajos Alkotóház,
- 2004 – Túrkeve, Árkád söröző,
- 2004 – Kenderes, Művelődési Ház,
- 2004 – Inárcs, Művelődési Ház (Inárcsi falunapok),
- 1997 – Szentendre, CÉH Galéria,
- 1997 –  Budapest, Sub Way,
- 1997 –  Budapest, Kosztolányi Kávéház,
- 1997 –  Balatonboglár, Guldenburg-ház,
- 1995 –  Debrecen, Újkerti Galéria,
- 1994 –  Cegléd, Ceglédi Őszi napok
- 1993 –  Szolnok, Ifjúsági Iroda,
- 1992 – Szentendre, Vajda L. Stúdió pinceműhely,
- 1992 – Kisújszállás, Ifjúsági Ház,
- 1991 – Kengyel, Művelődési Ház,
- 1990 – Szolnok, Klub 200, CsMH,
- 1990 – Kisújszállás, Ifjúsági ház,
- 1990 – Jászberény, Tanítóképző Főiskola Kollégiuma,
- 1989 – Szolnok, Klub 200, CsMH,
- 1988 – Szolnok, Kassai úti Általános Iskola,
- 1985 – Túrkeve, Kevi Kör – Alkotóház.

## Csoportos kiállítások
- 2008 – Debrecen, XX. Debreceni Nyári Tárlat;
- 2006 – Tiszaföldvár, (Művelődési Ház);
- 2006 – Túrkeve, VIRTUS (Művelődési Ház);
- 2006 – Debrecen, XIX. Debreceni Nyári Tárlat.